# Кемпице
Кемпице (пол. Kępice, нем. Hammermühle)  —  город  в Польше, входит в Поморское воеводство,  Слупский повят.  Имеет статус городско-сельской гмины. Занимает площадь 6,11 км². Население — 3878 человек (на 2004 год).